# Devin Singletary
Devin Singletary (* 3. September 1997 in Deerfield Beach, Florida) ist ein US-amerikanischer American-Football-Spieler auf der Position des Runningbacks. Aktuell spielt er für die New York Giants in der National Football League (NFL).

## Frühe Jahre
Singletary wuchs in Florida auf und besuchte die American Heritage School in Plantation, Florida, für die er auch Football spielte. Nach seinem Highschoolabschluss erhielt er ein Stipendium von der Florida Atlantic University, für die er von 2016 an ebenfalls Football spielte. In drei Jahren kam er in insgesamt 38 Spielen zum Einsatz, und erzielte dabei 67 Touchdowns. Er hält unter anderem den Rekord für die meisten erlaufenen Karriere-Yards für die FAU und die meisten Yards in einer Saison (2017). Außerdem verhalf er 2017 der FAU zu einem Sieg im Boca Raton Bowl und im Conference USA Championship Spiel. Außerdem wurde er 2017 und 2018 ins First-Team All-C-USA berufen sowie 2017 zum Most Valuable Player der Conference USA gewählt.

## NFL

### Buffalo Bills
Im NFL Draft 2019 wurde Singletary in der 3. Runde an 74. Stelle von den Buffalo Bills ausgewählt. Trotz der starken anderen Runningbacks der Bills, unter anderem LeSean McCoy und Frank Gore, etablierte sich Singletary schnell. Sein Debüt gab er am 1. Spieltag beim 17:16-Sieg der Bills gegen die New York Jets, bei dem er gleich zur Startformation gehörte. Seinen ersten Touchdown erzielte er eine Woche später beim 28:14-Sieg gegen die New York Giants. Bei diesem Spiel zog er sich allerdings auch eine Oberschenkelmuskelverletzung zu und fiel für die nächsten Spiele aus, kam aber ab dem 6. Spieltag wieder regelmäßig zum Einsatz. Am 12. Spieltag konnte er beim 20:3-Sieg gegen die Denver Broncos mit dem Ball für 103 Yards laufen, es war das erste Spiel mit über 100 Yards seiner Karriere. Er beendete die reguläre Saison mit insgesamt 4 Touchdowns, 775 erlaufenen und 194 gefangenen Yards. Die Bills gewannen 10 ihrer 16 Spiele und qualifizierten sich somit für die Playoffs. In der ersten Runde trafen sie auf die Houston Texans, gegen die das Spiel allerdings mit 19:22 verloren wurde. Singletary lief bei seinem Playoff-Debüt für 58 Yards, aber keinem Touchdown.
In der Saison 2020 konnte sich Singletary als Stammspieler der Bills etablieren. Er kam in allen 16 Saisonspielen als Starter zum Einsatz. Am 15. Spieltag konnte er beim 48:19-Sieg gegen die Denver Broncos einen Touchdown aus 51 Yards Entfernung erzielen. Da die Bills in dieser Saison 13 Spiele gewannen und nur 3 verloren, konnten sie erstmals seit der Saison 1995 die AFC East gewinnen und sich somit erneut für die Playoffs qualifizieren. Dort konnten sie in der 1. Runde die Indianapolis Colts und in der 2. Runde die Baltimore Ravens besiegen und trafen somit im AFC Championship Game auf die Kansas City Chiefs, dieses Spiel verloren sie jedoch mit 24:38. Singletary kam in allen Spielen der Postseason zum Einsatz, in den letzten beiden auch als Starter. Dabei konnte er mit dem Ball für 63 Yards laufen, erzielte jedoch keinen Touchdown.
Auch in der Saison 2021 blieb er fester Stammspieler als Runningback der Bills und war fast immer Starter, musste sich aber in der ersten Saisonhälfte die Spielzeit noch verstärkt mit Zack Moss und Matt Breida teilen. Am 2. Spieltag stand er das erste Mal in dieser Saison in der Startformation der Bills und konnte beim 35:0-Sieg gegen die Miami Dolphins mit dem Ball für 82 Yards und einen Touchdown laufen. Gerade zum Saisonende hin konnte sich Singletary noch einmal steigern und sich zu einem der wichtigsten Spieler in der Offense der Bills entwickeln. So konnte er vom 15. bis zum 18. Spieltag in jedem Spiel mindestens einen Touchdown erzielen. Am 17. Spieltag konnte er beim 29:15-Sieg gegen die Atlanta Falcons mit dem Ball sogar für zwei Touchdowns sowie 110 Yards laufen. Auch in der folgenden Woche beim 27:10-Sieg gegen die New York Jets konnte er zwei Touchdowns erzielen, davon einen erlaufen und einen nach einem Pass von Josh Allen. Mit insgesamt 870 erlaufenen Yards war er der beste Runningback seines Teams in dieser Saison. Wie schon in der Vorsaison konnte er mit den Bills die AFC East gewinnen und sich für die Playoffs qualifizieren. Auch in der Postseason war Singletary als Starter gesetzt. So konnte er beim 47:17-Sieg gegen die New England Patriots in der ersten Runde mit dem Ball für 81 Yards laufen, sein Bestwert in der Postseason, sowie seine ersten beiden Touchdowns in der Postseason erlaufen. Auch in der folgenden Divisional Runde konnte er im Spiel gegen die Kansas City Chiefs einen Touchdown erlaufen, die 36:42-Niederlage jedoch nicht verhindern.
Vor Beginn der Saison 2022 setzte sich Singletary gegen Moss und den neu gedrafteten James Cook durch und wurde erster Runningback der Bills. Am 3. Spieltag konnte er bei der 19:21-Niederlage gegen die Miami Dolphins neun Pässe für 78 Yards und einen Touchdown fangen, sein Karrierehöchstwert an Yards nach gefangenen Pässen ist. Während er in der ersten Saisonhälfte allerdings nur begrenzt erfolgreich war und keinen Touchdown erlaufen konnte, gelang es ihm, in der zweiten Saisonhälfte mehr zu überzeugen. Seine ersten beiden Rushing Touchdowns der Saison gelangen ihm am 10. Spieltag bei der 30:33-Niederlage gegen die Minnesota Vikings. Auch beim 31:23-Sieg gegen die Cleveland Browns am folgenden Spieltag konnte er einen Touchdown erlaufen, dazu gelangen ihm insgesamt 86 Yards. Am 16. Spieltag der Saison konnte Singletary beim 35:13-Sieg gegen die Chicago Bears mit dem Ball für 106 Yards und einen Touchdown laufen, es war sein erstes Spiel mit mehr als 100 Rushing Yards in der Saison und erst sein drittes überhaupt. Singletary beendete die Saison als bester Runningback der Bills mit 819 erlaufenen Yards. Mit 13 Siegen bei drei Niederlagen konnten die Bills auch in dieser Saison die AFC East gewinnen und sich für die Playoffs qualifizieren. Dort kam Singletary sowohl beim 34:31-Sieg gegen die Miami Dolphins in der ersten Runde als auch bei der 10:27-Niederlage gegen die Cincinnati Bengals zum Einsatz.

### Houston Texans
Am 21. März 2023 nahmen die Houston Texans Singletary unter Vertrag. Dort war er zu Saisonbeginn Backup für Dameon Pierce. Er kam jedoch trotzdem regelmäßig zum Einsatz, so debütierte er am 1. Spieltag der Saison 2023 bei der 9:25-Niederlage gegen die Baltimore Ravens, bei der er bei sieben Läufen 15 Yards erreichte. Beim 30:6-Sieg gegen die Pittsburgh Steelers am 4. Spieltag konnte er bei einem Trickspielzug einen Touchdown auf Dalton Schultz werfen. Es ist Singletarys bislang einziger Touchdownpass. Nachdem sich der eigentliche Starter Pierce eine Verletzung zugezogen hatte, wurde Singletary ab dem 9. Spieltag Starter als Runningback der Texans. Am 10. Spieltag konnte er beim 30:27-Sieg gegen die Cincinnati Bengals schließlich seinen ersten Touchdown für die Texans erlaufen. Insgesamt konnte er bei diesem Spiel 30 Mal mit dem Ball für 150 Yards laufen, wodurch er eine neue Karrierehöchstleistung aufstellte. Für seine Leistung wurde er zum AFC Offensive Player of the Week ernannt. Auch in der folgenden Woche beim 21:16-Sieg gegen die Arizona Cardinals gelangen ihm über 100 Rushing Yards sowie ein Touchdown. Beim 19:16-Sieg gegen die Tennessee Titans am 15. Spieltag gelangen ihm 121 Rushing Yards. Insofern konnte er seine bis dato drei besten Laufleistungen alle in der Saison 2023 verzeichnen. Er beendete die Regular Season mit 216 Läufen für 898 Yards und 4 Touchdowns. Da die Texans mit 10 Siegen bei sieben Niederlagen die AFC South gewannen, konnten sie sich für die Playoffs qualifizieren. Dort trafen sie in der ersten Runde auf die Cleveland Browns. Singletary konnte in dem Spiel 13 mal mit dem Ball für 66 Yards laufen und einen Touchdown erzielen. Die Texans gewannen gegen die Browns mit 45:14 und zogen somit in die Divisional Runde ein, in der sie jedoch den Baltimore Ravens mit 10:34 unterlagen. Nach der Saison wurde Singletary erneut ein Free Agent.

### New York Giants
Im März 2024 schloss Singletary sich den New York Giants an, bei denen er einen Vertrag für drei Jahre unterschrieb.

## Karrierestatistiken
| Legende | Legende            |
| ------- | ------------------ |
| Fett    | Karrierehöchstwert |

### Regular Season
| Saison                             | Team             | Spiele | Spiele      | Gelaufen | Gelaufen | Gelaufen | Gelaufen | Gelaufen | Gefangen  | Gefangen | Gefangen | Gefangen | Gefangen | Fumbles | Fumbles  | TD gesamt |
| Saison                             | Team             | Spiele | als Starter | Versuche | Yards    | Avg      | Lang     | TD       | Passfänge | Yards    | Avg      | Lang     | TD       | Gesamt  | Verloren | TD gesamt |
| ---------------------------------- | ---------------- | ------ | ----------- | -------- | -------- | -------- | -------- | -------- | --------- | -------- | -------- | -------- | -------- | ------- | -------- | --------- |
| 2019                               | Bills            | 12     | 8           | 151      | 775      | 5,1      | 38       | 2        | 29        | 194      | 6,7      | 49       | 2        | 4       | 3        | 4         |
| 2020                               | Bills            | 16     | 16          | 156      | 687      | 4,4      | 51       | 2        | 38        | 269      | 7,1      | 34       | 0        | 1       | 1        | 2         |
| 2021                               | Bills            | 17     | 16          | 188      | 870      | 4,6      | 46       | 7        | 40        | 228      | 5,7      | 19       | 1        | 5       | 0        | 8         |
| 2022                               | Bills            | 16     | 16          | 177      | 819      | 4,6      | 33       | 5        | 38        | 280      | 7,4      | 22       | 1        | 3       | 3        | 6         |
| 2023                               | Texans           | 17     | 10          | 216      | 898      | 4,2      | 24       | 4        | 30        | 193      | 6,4      | 41       | 0        | 1       | 0        | 4         |
| 2024                               | Giants           | 15     | 5           | 113      | 437      | 3,9      | 43       | 4        | 21        | 119      | 5,7      | 23       | 0        | 2       | 2        | 4         |
| Gesamte Karriere                   | Gesamte Karriere | 93     | 71          | 1001     | 4486     | 4,5      | 51       | 24       | 196       | 1283     | 6,5      | 49       | 4        | 16      | 9        | 24        |
| Quelle: pro-football-reference.com |                  |        |             |          |          |          |          |          |           |          |          |          |          |         |          |           |

### Playoffs
| Saison                             | Team             | Spiele | Spiele      | Gelaufen | Gelaufen | Gelaufen | Gelaufen | Gelaufen | Gefangen  | Gefangen | Gefangen | Gefangen | Gefangen | Fumbles | Fumbles  | TD gesamt |
| Saison                             | Team             | Spiele | als Starter | Versuche | Yards    | Avg      | Lang     | TD       | Passfänge | Yards    | Avg      | Lang     | TD       | Gesamt  | Verloren | TD gesamt |
| ---------------------------------- | ---------------- | ------ | ----------- | -------- | -------- | -------- | -------- | -------- | --------- | -------- | -------- | -------- | -------- | ------- | -------- | --------- |
| 2019                               | Bills            | 1      | 1           | 13       | 58       | 4,5      | 18       | 0        | 6         | 76       | 12,7     | 38       | 0        | 0       | 0        | 0         |
| 2020                               | Bills            | 3      | 2           | 16       | 63       | 3,9      | 13       | 0        | 8         | 44       | 5,5      | 14       | 0        | 0       | 0        | 0         |
| 2021                               | Bills            | 2      | 2           | 26       | 107      | 4,1      | 16       | 3        | 7         | 38       | 5,4      | 15       | 0        | 0       | 0        | 3         |
| 2022                               | Bills            | 2      | 2           | 16       | 73       | 4,6      | 13       | 0        | 5         | 37       | 7,4      | 16       | 0        | 0       | 0        | 0         |
| 2023                               | Texans           | 2      | 2           | 22       | 88       | 4,0      | 29       | 1        | 8         | 52       | 6,5      | 26       | 0        | 0       | 0        | 1         |
| Gesamte Karriere                   | Gesamte Karriere | 10     | 9           | 93       | 389      | 4,2      | 29       | 4        | 34        | 247      | 7,3      | 38       | 0        | 0       | 0        | 3         |
| Quelle: pro-football-reference.com |                  |        |             |          |          |          |          |          |           |          |          |          |          |         |          |           |